# 孫鳳毛
孫鳳毛（1600年—1642年），字瑞符，號紫庭，山東登州府莱阳县人，明末清初官员。

## 生平
天啓四年（1624年）甲子科山东乡试舉人，十三年（1640年）庚辰科進士，初授中书舍人，次年擢南京浙江道御史，十五年参政钱天锡被推为密云巡抚，孫鳳毛弹劾给事中杨枝起、廖国遴为天锡向首辅周延儒买官，并言熊開元受二人指使，欲推翻周延儒，令邱瑜秉政，陈演为首辅。帝责令凤毛陈奏，而凤毛中毒死，其子孙令祚诉冤，谓国遴、枝起鸩杀之。两人及天锡并削职下狱。

## 家族
父孫必大，万历丁未进士，授户部陕西司主事。

## 轶事
其京师居宅被人称为凶宅。